# Ballokume
Le ballokume ou ballokume elbasani est un biscuit traditionnel albanais, originaire de la ville d’Elbasan. Il est considéré comme le symbole de la fête de l’été, le Dita e verës, fête païenne célébrée le 14 mars. Il est pour cette raison également appelé le « gâteau d’été ».

## Origine
Le Dita e verës remonte à l’Antiquité pendant laquelle cette fête symbolisait le premier jour de l’été dans l’ancien calendrier julien. À la fin du XVIe siècle, le bey du sandjak d'Elbasan, après avoir goûté ce jour-là un petit dessert à base de farine de maïs et de beurre, s'est exclamé : « Është ba si llokume », « c’est comme un loukoum ». Au fil des ans, cette expression, ba-llokume, puis ballokume est devenue le nom officiel de ce dessert.

## Préparation
La préparation du ballokume est un peu longue et difficile. Elle se fait en battant la masse de la main ou avec une cuillère en bois. Il faut d'abord mélanger le sucre et le beurre fondu jusqu’à ce que la préparation devienne de couleur blanche.
Ensuite, les œufs sont ajoutés un par un, puis la farine de maïs et, à la fin de la préparation, deux cuillères d'eau de cendres ou de lait. Il faut former de petit boules, les déposer dans un four à bois à 170 °C et les laisser cuire pendant 40 minutes. À la sortie du four, laisser refroidir.

## Dégustation
Le ballokume se mange froid, accompagné ou non de boisson.

## Galerie

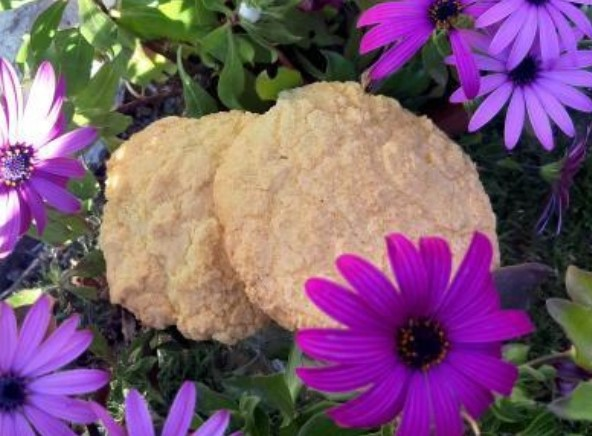
Ballokume.
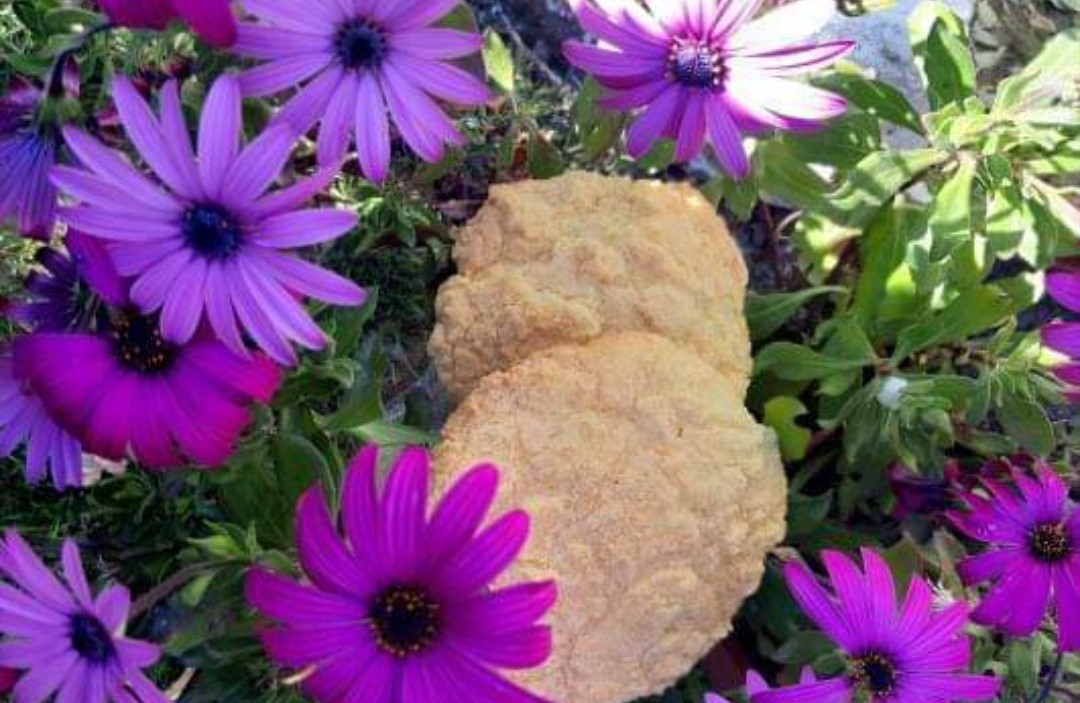
Ballokume.
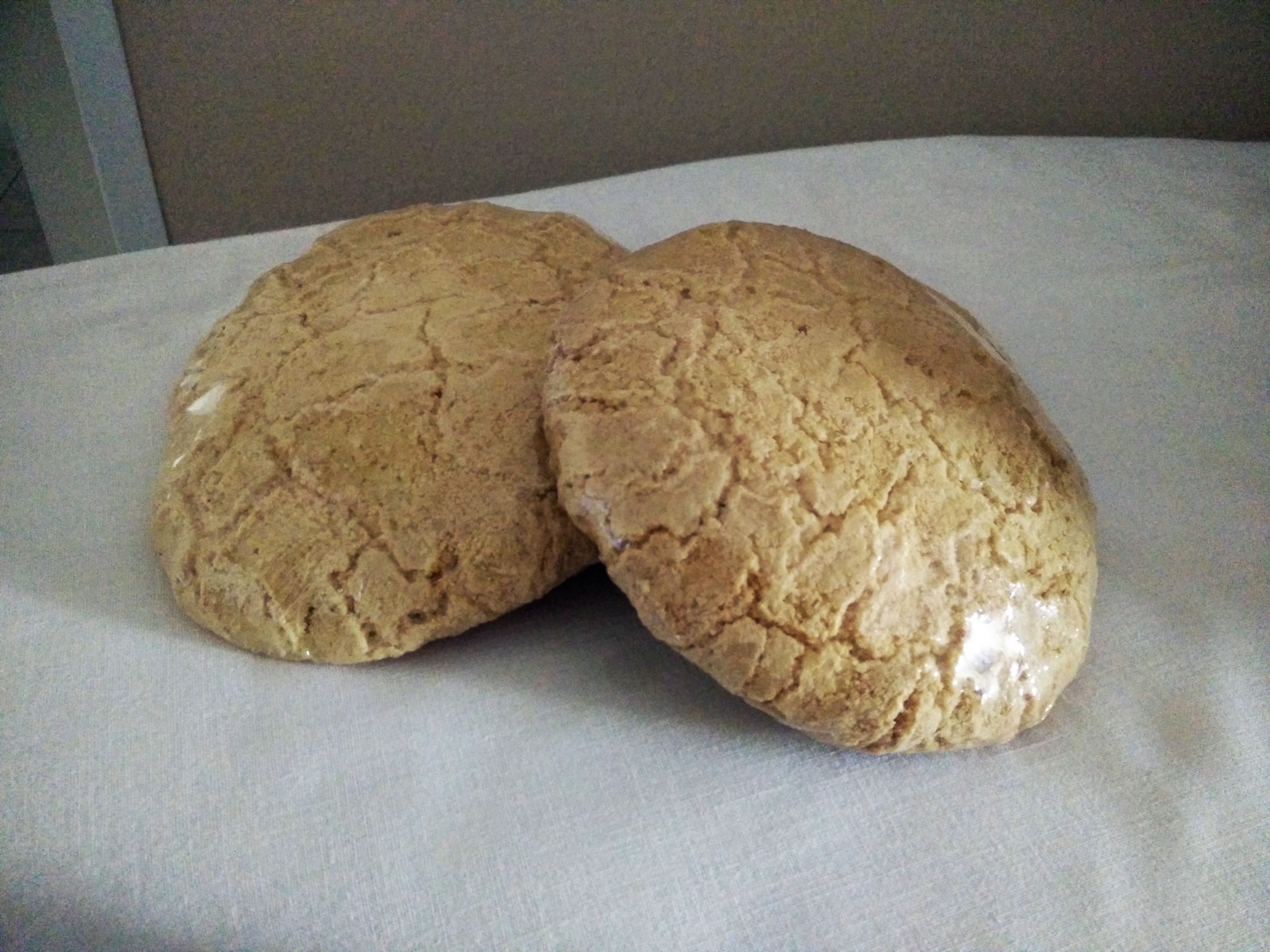
Ballokume shqiptare.
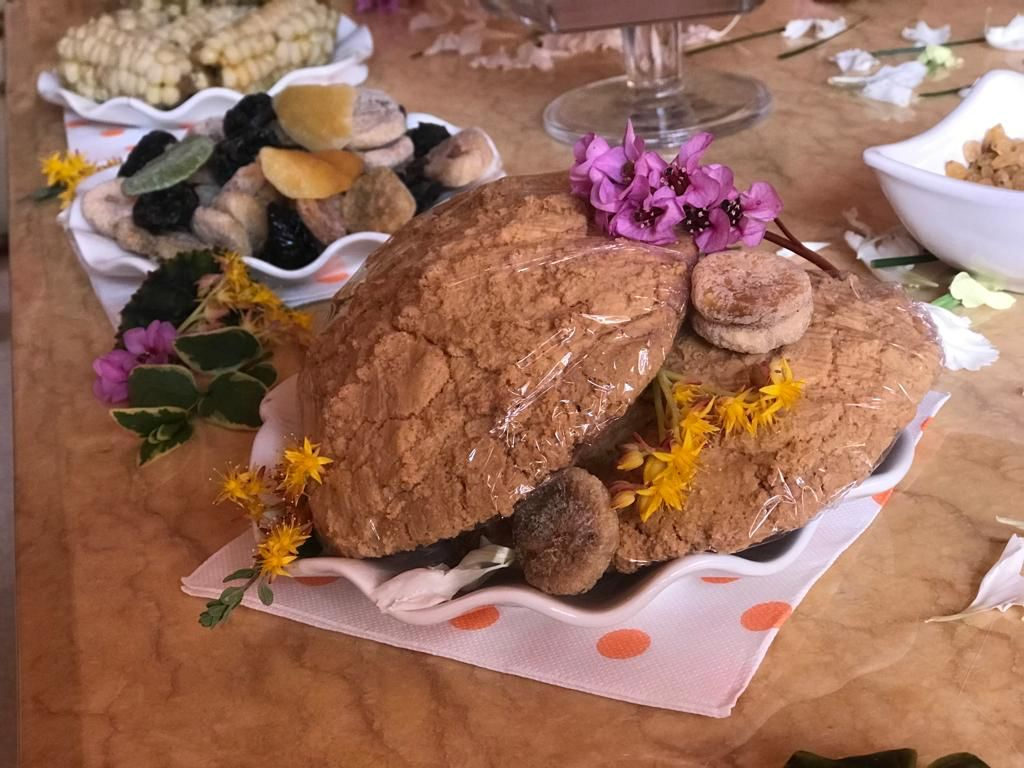
Ballokume.
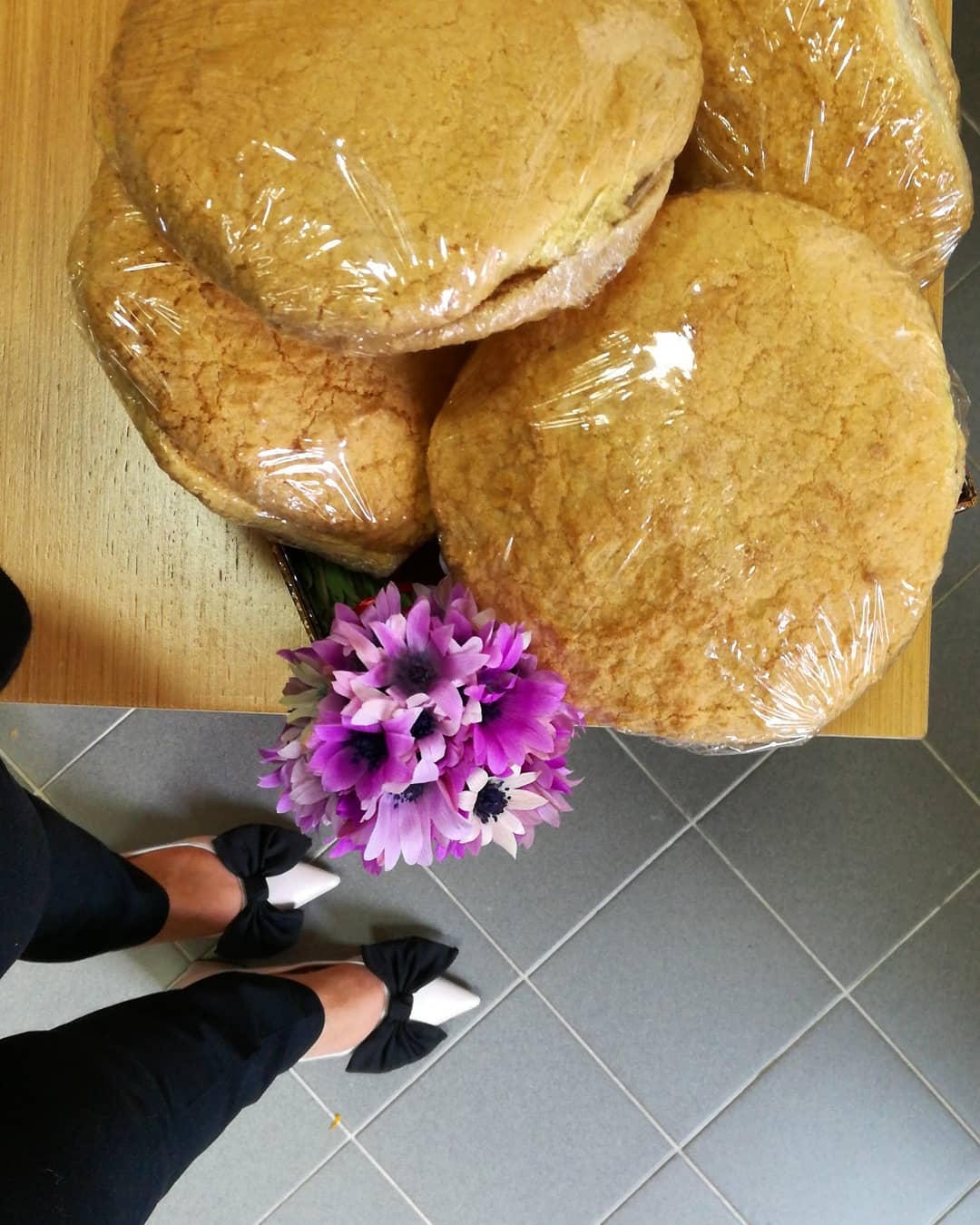
Ballokume.